# Avenue des Anciens-Combattants-en-Afrique-du-Nord
L'avenue des Anciens-Combattants-en-Afrique-du-Nord  est une voie de la commune française de Cannes dans le département des Alpes-Maritimes en région Provence-Alpes-Côte d'Azur.

## Situation et accès
C'est une voie rapide située entre les quartiers Riou - Petit Juas - Av. de Grasse et du Suquet. Elle commence au sortir de la Rue Georges-Clemenceau qui mène à la Croix-des-Gardes et La Bocca et se termine au niveau de la rue Louis-Blanc avec l'avenue Bachaga-Saïd-Boualam qui poursuit la voie rapide vers le centre ville.

## Origine du nom
Son nom est un hommage de la municipalité aux jeunes appelés et aux militaires du contingent qui ont servi en Afrique du Nord. Son inauguration avec la pose d'une plaque le 13 avril 1980 a rassemblé les associations d'anciens combattants.

## Historique
Il s'agit du premier tronçon, d'une longueur de 500 mètres, de la couverture, construite à partir de 1963, de la voie ferrée qui traverse le centre-ville d'ouest en est. Sa construction a nécessité la démolition d'une partie du Suquet.